# Club Atlético Huracán 2010-2011
Questa voce raccoglie le informazioni riguardanti il Club Atlético Huracán nelle competizioni ufficiali della stagione 2010-2011.

## Rosa
| N. |                      | Ruolo | Calciatore         |
| -- | -------------------- | ----- | ------------------ |
| 1  | Argentina (bandiera) | P     | Esteban Danieri    |
| 2  | Argentina (bandiera) | D     | Facundo Quiroga    |
| 3  | Argentina (bandiera) | D     | Lautaro Formica    |
| 3  | Argentina (bandiera) | C     | Matías Quiroga     |
| 4  | Argentina (bandiera) | D     | Leonardo Villán    |
| 5  | Argentina (bandiera) | C     | Rodrigo Battaglia  |
| 6  | Argentina (bandiera) | D     | Ezequiel Filipetto |
| 7  | Argentina (bandiera) | A     | Alejandro Quintana |
| 7  | Argentina (bandiera) | C     | Cristian Maidana   |
| 8  | Argentina (bandiera) | C     | César Montiglio    |
| 8  | Argentina (bandiera) | C     | Mariano Torres     |
| 9  | Argentina (bandiera) | A     | Claudio Guerra     |
| 10 | Argentina (bandiera) | C     | Ángel Morales      |
| 11 | Argentina (bandiera) | A     | Rolando Zárate     |
| 12 | Argentina (bandiera) | P     | Lucas Calviño      |
| 13 | Argentina (bandiera) | D     | Carlos Quintana    |
| 14 | Uruguay (bandiera)   | D     | Agustín Peña       |
| 15 | Argentina (bandiera) | D     | Kevin Cura         |
| 16 | Argentina (bandiera) | A     | Mariano Martínez   |
| 16 | Colombia (bandiera)  | D     | Luciano Ospina     |

| N. |                      | Ruolo | Calciatore          |
| -- | -------------------- | ----- | ------------------- |
| 17 | Argentina (bandiera) | C     | Gastón Machín       |
| 18 | Argentina (bandiera) | A     | Emiliano Lencina    |
| 19 | Argentina (bandiera) | C     | Marcos Brítez Ojeda |
| 20 | Uruguay (bandiera)   | D     | Diego Rodríguez     |
| 21 | Argentina (bandiera) | D     | Jonatan Hereñú      |
| 22 | Argentina (bandiera) | P     | Gastón Monzón       |
| 23 | Argentina (bandiera) | C     | Luciano Nieto       |
| 24 | Argentina (bandiera) | C     | Darío Soplán        |
| 25 | Colombia (bandiera)  | C     | Harrison Otálvaro   |
| 25 | Argentina (bandiera) | A     | Javier Cámpora      |
| 28 | Argentina (bandiera) | A     | Julián Bottaro      |
| 29 | Argentina (bandiera) | A     | Guillermo Roffés    |
| 30 | Argentina (bandiera) | A     | Muriel Orlando      |
| 30 | Argentina (bandiera) | C     | Franco Chiviló      |
| 31 | Uruguay (bandiera)   | D     | Rodrigo Lemos       |
| 32 | Argentina (bandiera) | D     | David Angeloff      |
| 34 | Argentina (bandiera) | A     | Nicolás Vélez       |
| 35 | Argentina (bandiera) | A     | Nahuel Oviedo       |
| 35 | Argentina (bandiera) | D     | Andrés Núñez        |
| 38 | Argentina (bandiera) | D     | Emiliano López      |

## Statistiche

### Statistiche di squadra
| Competizione                 | Punti | In casa | In casa | In casa | In casa | In casa | In casa | In trasferta | In trasferta | In trasferta | In trasferta | In trasferta | In trasferta | Totale | Totale | Totale | Totale | Totale | Totale | DR  |
| Competizione                 | Punti | G       | V       | N       | P       | Gf      | Gs      | G            | V            | N            | P            | Gf           | Gs           | G      | V      | N      | P      | Gf     | Gs     | DR  |
| ---------------------------- | ----- | ------- | ------- | ------- | ------- | ------- | ------- | ------------ | ------------ | ------------ | ------------ | ------------ | ------------ | ------ | ------ | ------ | ------ | ------ | ------ | --- |
| Primera División - Apertura  | 16    | 9       | 2       | 4       | 3       | 11      | 10      | 10           | 2            | 0            | 8            | 5            | 23           | 19     | 4      | 4      | 11     | 16     | 33     | -17 |
| Primera División - Clausura  | 14    | 10      | 3       | 3       | 4       | 10      | 15      | 9            | 0            | 2            | 7            | 8            | 27           | 19     | 3      | 5      | 11     | 18     | 42     | -24 |
| Primera División - Spareggio | -     | -       | -       | -       | -       | -       | -       | -            | -            | -            | -            | -            | -            | 1      | 0      | 0      | 1      | 0      | 2      | -2  |
| Totale                       | -     | 19      | 5       | 7       | 7       | 21      | 25      | 19           | 2            | 2            | 15           | 13           | 50           | 39     | 7      | 9      | 23     | 34     | 77     | -43 |